# Пигнатти, Василий Николаевич
Василий Николаевич Пигна́тти (1862 — 1920) — российский общественный и политический деятель Сибири, дворянин, учёный, Тобольский губернский комиссар Временного Правительства (1917—1918), управляющий Тобольской губернией (1918—1919).

## Биография
Родился в 1862 году в Киеве в семье мещанина. Позже с отцом переехал в Житомир Волынской губернии. Православного вероисповедания.
Окончил Житомирскую гимназию. Обучался на историко-филологическом факультете Московского университета, но не окончил его; в 1899 году был арестован и выслан под надзор полиции в Тобольск на 2 года к отцу на поруки. После освобождения, уехал за границу. Жил в Париже. Обучался на юридическом факультете Парижского университета. В 1903 году вернулся в Россию.
В 1903 году арестован в Тобольске и обвинён в государственном преступлении, а именно за хранение преступных изданий. Был запрещён выезд за границу. С 11 июня был подчинён гласному надзору полиции на один год и отдан на поручительство с денежной ответственностью в 2000 рублей. Проживал в Тобольске со своим отцом. Определённых занятий не имел. Был холост. Имел заграничный паспорт № 5410 и вид на жительство Французской полицейской префектуры в Париже № 141543.
В городе Тобольске был председателем и членом исполнительной комиссии по устройству народных чтений Тобольскому уездному комитету попечительства о народной трезвости, а также заведовал народной библиотекой Тобольского уездного комитета попечительства о народной трезвости, куда пожертвовал 94 тома и кроме того, пожертвовал одну книгу для театральной библиотеки Тобольского уездного комитета попечительства о народной трезвости. Был консультантом консультационного бюро Тобольского уездного комитета попечительства о народной трезвости (1903—1904). Секретарь «Общества взаимного вспомоществования учащим и учившим в учебных заведениях Тобольской губернии» (1906). В 1906—1917 годах — присяжный поверенный Тобольского окружного суда.
С 1908 года был казначеем и секретарём распорядительного комитета Тобольского губернского музея, где проводил археологические раскопки. Собирал гербарии растений, растущих в Тобольской губернии.
С 1 января 1908 по 1917 годы исполнял обязанности консерватора Тобольского музея. Он много сделал для обогащения его фондов, для изучения Тобольской губернии, в особенности её северной части. Привлёк к сотрудничеству с музеем ряд талантливых исследователей (таких, как Б. Н. Городков, П. А. Городцов, Н. Ф. Катанов и многих других). Организовал несколько экспедиций, сам совершил в 1910 году поездку на реку Конду. В 1912 году был избран выборщиком от второй курии Тобольских выборщиков в Тобольское губернское избирательное собрание для выбора членов Государственной думы. В 1915 году в окрестности Тобольска он вёл археологические раскопки на Искере, результаты которых изложил в статье «Искер (Кучумово городище)». Вёл огромную переписку с учёными, исследователями, местными жителями из Тюмени, Обдорска, Самарово, Берёзова, Ялуторовска и других мест. Был действительным членом Тобольского общества «Патронат» (Общества покровительства лицам, освобождённым из мест заключения города Тобольска за 1913 год). Состоял в трудовой народно-социалистической партии.
5 марта 1917 года Временным комитетом общественного спокойствия был избран губернским комиссаром и утверждён 13 марта Временным правительством.
В марте 1918 года по болезни передал свои полномочия своему помощнику В. С. Ланитину. Уже после этого был арестован отрядом красной гвардии, но через два дня был освобождён под залог в 3500 рублей с преданием суду за несложение своих полномочий немедленно после октябрьского переворота.
В июне 1918 года, после установления на территории губернии власти Временного Сибирского правительства, восстановлен в должности.
22 августа 1918 года участвовал во 2 чрезвычайной сессии Тобольского губернского земства.
В июле 1919 года выехал из Тобольска вместе с колчаковскими войсками.
В 1920 году репрессирован[кем?].

## Семья
Отец Николай Васильевич — потомственный дворянин. Был частным поверенным в Житомирском окружном суде Волынской губернии. В 1897 году получил свидетельство на звание частного поверенного при Тобольском окружном суде. Гласный Тобольской городской думы (1901—1905). В 1902 году был избран на четырёхлетие членом Тобольского губернского по городским делам Присутствия от местной городской думы. В 1904 году — член с ежегодным взносом Тобольского местного управления «Российского общества Красного Креста». В 1905 году в качестве уполномоченного от города Тобольска ездил в Санкт-Петербург на железнодорожное совещание, где представлял проект железной дороги до Тобольска. В 1906 году стал членом Тобольского губернского по квартирному налогу Присутствия. Куратор конкурсного управления по делам несостоятельного должника А. А. Сыромятникова (1906). Член Тобольского окружного Правления «Императорского Российского общества спасания на водах». Товарищ председателя «Общества взаимного вспомоществования учащим и учившим в учебных заведениях Тобольской губернии». Дослужился до чина коллежского советника. В 1906 году баллотировался в депутаты Государственной думы от Тобольской губернии, но получил лишь 13 голосов. Являлся автором нескольких работ, в том числе запрещённых цензурой («Разъяснение Высочайшего манифеста 17 октября», «От чего у нас на Руси беспорядки и что нам нужно делать» и прочее). Умер в январе 1907 года. После его смерти Тобольский городской общественный банк, за неуплату выданной ему ссуды, выставил на продажу недвижимое имение Пигнатти в 3-й части города Тобольска по улице Мокрой.
Был брат Михаил. В Санкт-Петербурге был артистом одного из столичных театров. Приезжал с выступлениями в Тюмень.
Супруга Варвара Яковлевна родилась 25 ноября 1883 года в Саратове в семье потомственного дворянина. В 1900 году окончила гимназию. Библиотекарем начала работать в Тобольске в 1908 году. После Тобольска работала в библиотеке Семипалатинского отдела Русского географического общества до 16 августа 1914 года. Работала в Омском медицинском институте… 14 июня 1960 года перешла на инвалидность, тяжело болела. 21 августа 1960 года скончалась.
Имели трёх детей.
Дочь Варвара родилась 9 апреля 1905 года в Тобольске. Умерла в 1932 году.
Сын Николай был частным поверенным. Погиб во время Великой Отечественной войны.
Дочь Татьяна родилась в 1909 году. Участвовала в Великой Отечественной войне. 6 апреля 1985 года в честь 40-летия Победы была награждена Орденом Отечественной войны II степени.

## Научная деятельность
В период работы в Тобольском губернском музее организовал несколько научных экспедиций, в том числе путешествие на реку Конду (1910; вместе с А. Н. Уваровым и Б. Н. Городковым), раскопки Кучумова городища на месте исчезнувшего города Искера (1915) и в Барабинской степи.

### Избранные труды
- Городская хроника: [Доклад В. Н. Пигнатти в губернском музее о поездке на р. Конду] // Сибирский листок. 16 сентября. 1910.
- Пигнатти В. Н. Гербарий Тобольского губернского музея, собранный в окрестностях бухты Находка, на западном берегу Обской губы в 1912 году // Ежегодник Тобольского губернского музея. — Вып. XIV. — Тобольск, 1914. — С. 14.
- Пигнатти В. Н. Искер. Кучумово городище // Ежегодник Тобольского губернского музея. — Вып. XXV. — Тобольск, 1915. — С. 1—36.
- Пигнатти В. Н. Краткое сообщение о поездке на реку Конду (Мало-Кондинская волость Тобольского уезда) летом 1910 года. // Ежегодник Тобольского губернского музея. — Вып. XX. — Тобольск, 1910. — C. 15.
- Пигнатти В. Н. Николай Лукич Скалозубов // Ежегодник Тобольского губернского музея. — Вып. XXV. — Тобольск, 1916.
- Пигнатти В. Н. Отчёт консерватора Тобольского Губернского Музея о состоянии коллекций за 1915 год // Ежегодник Тобольского губернского музея. — Вып. XXVI. — Тобольск, 1916. — С. 14.
- Систематический каталог библиотеки Тобольского губернского музея: С «алфавитом» имён личных, предметных и географических, встречающихся в «Каталоге» / сост.: В. Н. Пигнатти. — Тобольск, 1915. — 358 с. — (Ежегодник Тобольского губернского музея. Выпуск XXIII. 1913.).
- Пигнатти В. Н. Николай Лукич Скалозубов и его деятельность в Тобольской губернии // Ежегодник Тобольского губернского музея. Выпуск XXVII. Типография епархиального братства. Тобольск. 1916.